# ۲۰۵۸ (میلادی)
۲۰۵۸ (میلادی) ۲۰۵۸مین سال تقویم میلادی است.

## درگذشتگان
‎